# رقص شافل
رقص شافل یا شافل ملبورن (انگلیسی: Melbourne Shuffle) گونه‌ای رقص باشگاهی و رِیو (rave) است که اواخر دهه ۱۹۸۰ در حلقه‌های موسیقی ریو زیرزمینی ملبورن استرالیا شکل گرفت.
شافل دنس یا رقص شافل رقص مخصوص پا می باشد که
بیشترا با اهنگ های شاد اسپانیایی رقصیده میشود 